# Asilo Infantile Anna e Giulio Grisaldi Del Taja
L'Asilo Infantile "Anna e Giulio Grisaldi Del Taja" si trova in via Dante Alighieri a Buonconvento (Siena).

## Storia dell'edificio
L'idea di istituire a Buonconvento un asilo infantile maturò in seguito all'elezione a vescovo di Montepulciano di monsignor Giuseppe Battignani, già pievano del luogo, il quale, facendosi promotore dell'iniziativa, convocò il 19 gennaio 1899 in Palazzo Comunale una riunione degli esponenti più facoltosi della comunità cittadina.
L'asilo avrebbe dovuto situarsi nei locali di un vecchio edificio all'interno del centro storico di proprietà dello stesso vescovo, che l'avrebbe donato per l'occasione; finanziarsi con le offerte della popolazione e utilizzare come personale alcune religiose della congregazione delle Sorelle dei Poveri.
Per esaminare il problema della sede, dopo alcuni anni utilizzati per reperire i fondi necessari tramite varie iniziative tra cui molte fiere di beneficenza, il 21 maggio 1903 si costituì una Commissione composta da tecnici del luogo di cui faceva parte anche l'architetto senese Bettino Marchetti, che già in data 12 dicembre 1901 aveva redatto gratuitamente due progetti di massima.
Il 22 gennaio 1905 la Commissione, non ritenendo idonei i locali offerti dal vescovo, si esprimeva per la costruzione ex novo di un edificio che fosse "rispondente a tutte le esigenze igieniche e didattiche", affidandone la progettazione all'arch. Marchetti.
Nel frattempo erano pervenute al Comitato Promotore le adesioni del Comune, della Società di Mutuo Soccorso fra gli operai, della Società di mutuo soccorso fra le donne, della Cooperativa di consumo e di tutte le altre associazioni paesane e finalmente, con Reale Decreto del 1º aprile 1906, l'associazione venne eretta in Ente Morale.
Il nuovo progetto Marchetti venne approvato dal Consiglio direttivo l'11 novembre dello stesso anno e dall'Ufficio del Genio Civile e dal Ministero della Pubblica Istruzione nel 1907. Richiamandosi alle disposizioni della Legge 25 novembre 1900, l'edificio risultava elevato su due piani fuori terra, dimensionato per 120 bambini con due aule di 60 posti ciascuna, un refettorio ed un salone centrale, e prevedeva possibili ampliamenti in funzione di una frequenza massima di 180 bambini.
Previsto su un terreno di circa 1500 m², di cui 540 m² per l'edificio e 960 m². di aree per palestra scoperta, l'asilo avrebbe richiesto una spesa iniziale di 31.279 lire, coperta in parte del sussidio governativo di 10.000 lire, ottenuto grazie all'interessamento dei deputati avv. Arturo Pilacci e conte Gioacchino Bastogi.
La struttura sarebbe stata realizzata in muratura mista in pietrame e laterizio, con solai a volticine e putrelle, soffitti e tetto in legname di abete e pavimenti in mattonelle di cemento a due colori. Fasce e cornici in laterizio avrebbero decorato il fronte principale.
Il terreno necessario per l'edificazione, situato fuori del centro storico sulla Strada Provinciale Romana, fu offerto dai coniugi Lattanzio e Settimia Marri Mignanelli e accettato dal Consiglio direttivo in data 11 marzo 1908; l'atto di donazione venne rogato Terzo Grossi l'11 giugno 1908.
I lavori di costruzione, dopo due gare a licitazione privata andate deserte, furono appaltati, con delibera del Consiglio direttivo del 12 ottobre 1908, alla ditta Martino Fineschi di Siena, per un importo netto di £. 32.443 e un termine massimo per il completamento dell'opera fissato in due anni.
Consegnati i lavori in data 22 novembre 1908, la posa della prima pietra avvenne il 6 dicembre dello stesso anno, festeggiata con un banchetto offerto dalla Società operaia e celebrata tra gli altri dagli interventi del vescovo Battignani e del deputato Pilacci.
I lavori, che avrebbero dovuto avvalersi di donazioni di materiali costruttivi (rena, sassi e mattoni) da parte dei proprietari della zona - in realtà solo in minima parte effettuate - furono interrotti per il terremoto del 25 agosto 1909, quando i muri si elevavano già di circa 2 metri; in seguito all'evento, il Marchetti propose, il 5 settembre 1909, alcune varianti strutturali, tra cui la realizzazione dei muri perimetrali interamente in mattoni pieni.
Nel novembre 1910 l'edificio era stato coperto; nel gennaio successivo il progettista propose altre opere non previste, approvate dal Consiglio direttivo con la sola eccezione dell'impianto di riscaldamento; nel maggio 1911 si stabilì di decorare il salone centrale, affidando l'esecuzione degli affreschi al pittore Primo Lavagnini che li concluse nel dicembre 1911 dietro un compenso di 485 lire.
La zoccolatura e le colonne furono dipinte da Guglielmo Valentini di Siena e pagate 270 lire.
La cancellata esterna, proveniente in parte da un recupero della ditta appaltatrice, fu completata da Pasquale Franci di Siena; l'impianto idrico fu realizzato dalla ditta Martino Bratto di Siena, le balaustre in ghisa fornite dalla ditta Raffaello Cortigiani, ancora di Siena, mentre Francesco Furi di Buonconvento eseguì i lavori di falegnameria.
Tutte le opere risultarono concluse il 19 ottobre 1911 e comportarono una spesa complessiva di 43.000 lire. L'onorario dell'arch. Marchetti, preventivato in 1.500 lire, ammontò a 3.808 lire, ma a causa delle scarse risorse economiche dell'Ente non fu mai completamente liquidato.
Ancora in seguito alla difficoltà di reperire i fondi necessari per l'arredamento e per i compensi del personale, nonché per intervenute divergenze di tipo politico sulla gestione - se dovesse essere laica o religiosa -, l'asilo venne inaugurato soltanto il 13 giugno 1915, entrando in funzione il giorno successivo con 52 bambini ed una sola maestra.
Grazie ai sussidi dello Stato, l'asilo funzionò fino al 1921, ma già il 31 luglio dell'anno successivo, a causa della drastica diminuzione delle frequenze, venne chiuso ed il personale licenziato.
Il 26 novembre 1923 venne riaperto e affidato alle Suore di Nostra Signora del Carmelo, che lo gestiranno fino al 1972, quando, divenuta insostenibile la situazione economica dell'Ente morale, venne ceduto al Comune che vi aprì tre sezioni di Scuola materna.
L'immobile è passato di proprietà dell'Amministrazione comunale il 9 marzo 1983, con l'estinzione dell'Ente morale fondatore.

## Descrizione
Il valore dell'edificio, da inquadrare nel modesto panorama architettonico di influsso liberty presente nella provincia senese e da collegare alla recente riscoperta della produzione architettonica di inizio secolo nelle diverse realtà locali, è stato riconosciuto grazie all'attenzione e allo studio di Letizia Franchina e della Soprintendenza ai beni architettonici di Siena e Grosseto, che ne ha curato una mostra.
L'edificio sorge appena fuori del nucleo più antico del paese, lungo la via Dante Alighieri che scorre parallela alla Via Cassia in direzione Sud; l'edilizia circostante è costituita prevalentemente da costruzioni di carattere residenziale, in massima parte palazzine e villette intervallate da piccoli giardini.
Interamente realizzato in muratura in laterizio a vista, l'edificio sorge al centro di un non vasto appezzamento sistemato a giardino, separato dalla strada da una cancellata in ferro battuto.

### La facciata
La facciata principale, di matrice ancora ottocentesca, si sviluppa su due piani fuori terra e si modella in un corpo centrale più avanzato, inquadrato da due spesse lesene e scandito da tre arcate a pianterreno, con due ali laterali aperte da una sola finestratura ad arco al centro. Il ritmo delle aperture si ripete identico al primo piano, sottolineato da una cornice marcapiano a dentelli che viene riproposta, più corposa ed aggettante, come cornicione di coronamento superiore.
La sapiente tessitura muraria intorno alle aperture - arretrate rispetto al filo di parete - e a livello dell'imposta degli archi - dove si sviluppa una cornice orizzontale continua - crea una sensazione di movimento che riscatta in parte l'impostazione perfettamente simmetrica e monumentale del prospetto. Tali accorgimenti compositivi non si ritrovano nelle facciate laterali e tergale, sulle quali il paramento in laterizio si svolge continuo ed uniforme, scandito dalle finestre ad arco.

### L'interno
All'interno, dopo un piccolo atrio di ingresso preceduto da una breve scalinata esterna, l'edificio si articola intorno al vasto salone centrale, alto più di 7 m. e segnato dalla presenza di un ballatoio sulla parete di entrata, inquadrato da due pilastri e sorretto da due colonne tuscaniche dipinte in finto marmo. Sulla parete di fondo, tre grandi aperture, in asse con le arcate della facciata, comunicano con il giardino e, insieme alle tre finestre rettangolari superiori, aggiungono luce al già luminosissimo vano dotato di un ampio lucernario rialzato al centro del soffitto in legno. Sulle pareti laterali si aprono le quattro porte di comunicazione con le aule, anch'esse con soffitto in legno e pavimentazione originale in mattonelle di cemento ottagonali di color rosso vivo. Nel salone, la pavimentazione si presenta più ricca per la fascia perimetrale a scacchiera in mattonelle rosse e bianche con profilatura in mattonelle nere.
Alla semplicità dell'articolazione distributiva e al superato episodio formale del ballatoio si oppone la vivace decorazione pittorica di chiara matrice liberty, opera del pittore senese Primo Lavagnini, che corre con una larga fascia sulla parte alta delle pareti e che costituisce in definitiva l'unica caratteristica significativa dell'edificio: ai motivi di pavoni e rose intrecciati, dipinti in colori brillanti sul fondo ocra, si alternano puttini variamente atteggiati che reggono cartelle con motti morali rivolti sia ai fanciulli che agli educatori ("Siate buoni", "Siate felici", "Amate i genitori", "Amate la Patria, amate Dio", "Educare è amare" e così via), scelti dal vescovo Battignani da una ricca selezione tratta fra gli altri da Platone, Leibniz, Cicerone.
Più tradizionali motivi decorativi si trovano sui lati brevi del vano del lucernario, dove campeggia lo stemma di Buonconvento con il leone rampante entro un serto verde su fondo rosso, arricchito da svolazzanti nastri viola. La zoccolatura è invece decorata con finte specchiature marmoree, firmate da Guglielmo Valentini, concluse da una striscia sottile a righe oro e rosso.
Concepito ed ancora utilizzato come scuola materna, il piano terreno dell'edificio ha subito pochissime modificazioni, legate soprattutto alle necessità di ammodernamento degli impianti e dei servizi igienici; il primo piano del corpo sul lato di facciata, composto di quattro vani e raggiungibile tramite una scala in travertino a due rampe collocata a destra del vano di ingresso, è oggi utilizzato solo in parte come scuola di danza.